# 威斯敏斯特 (科羅拉多州)
威斯敏斯特（英語：Westminster）是美国科羅拉多州的一座城市，位於州府丹佛西北14千米处。行政上分屬傑佛遜縣和亞當斯縣。面積85.1平方公里，2010年美国统计局公布其人口106,114人，是該州第七大城市，美国第237大城市。

## 历史

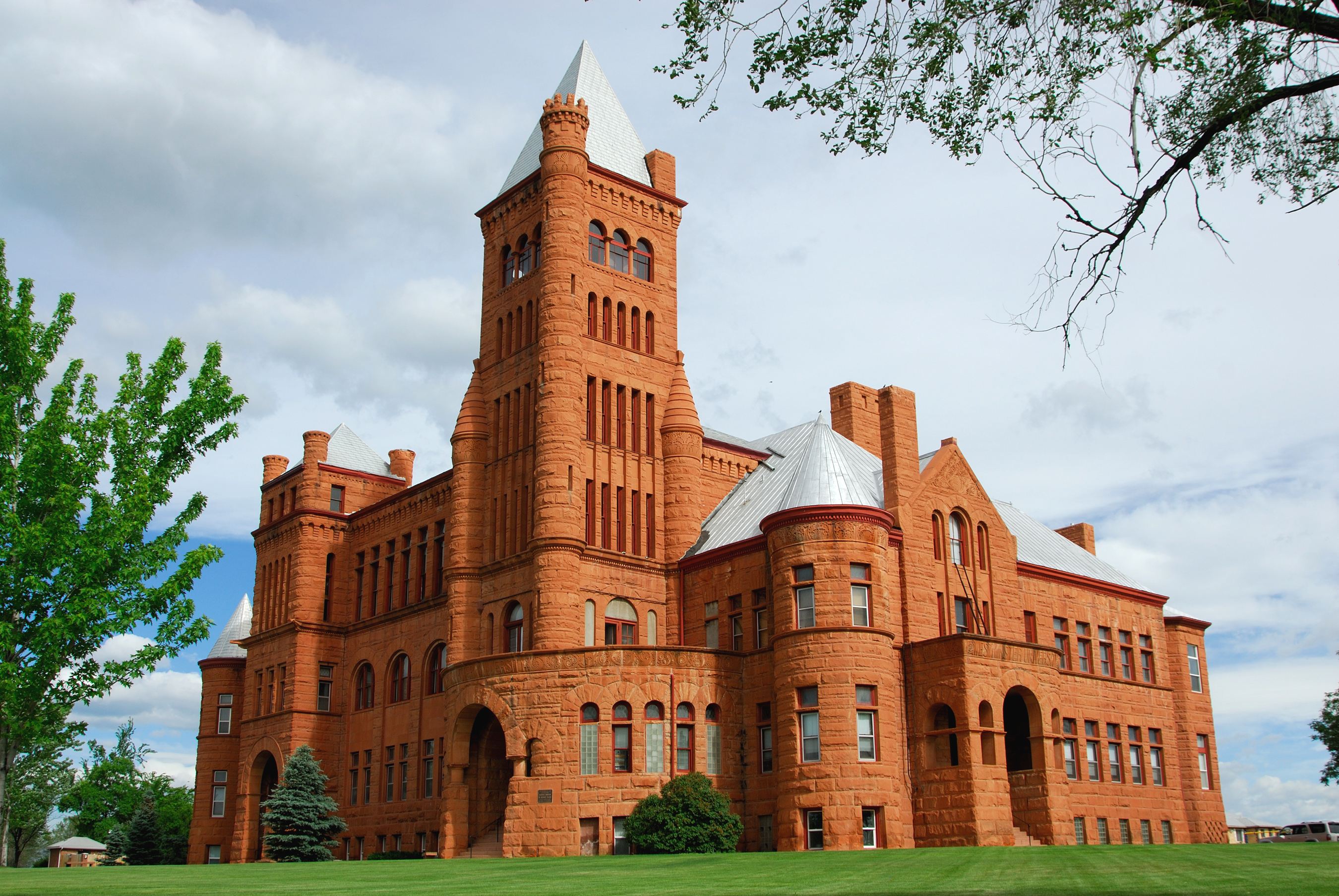
科羅拉多威斯敏斯特大學

1858年在南普拉特河谷发现金矿在美国全国获得了很大的注意力。1862年许多移民从东部移居到科罗拉多州后就停在当地，没有继续去加利福尼亚州。当地本来有羚羊和美洲野牛等野生动物。迹象显示阿拉帕霍人也在附近生活。
1870年第一名白人移民在今天的威斯敏斯特定居，他又吸引了其他移民。1881年在这里建造了一座火车车库。1885年一名来自康乃狄克州的地产开发人到达这里并开始大批购买土地。
1891年威斯敏斯特城堡建成，它今天依然存在。
1911年設市並定名，以紀念科羅拉多威斯敏斯特大學。

## 地理
威斯敏斯特的地理位置是39°52′N 105°03′W / 39.867°N 105.050°W。按照美国统计局的数据其总面积为85平方千米，其中82平方千米是陆地，3.6平方千米是水域面积（占总面积的4.14%）。

## 人口
| 调查年           | 人口    | 备注   | %±     |
| ---------------- | ------- | ------ | ------ |
| 1920             | 235     |        | —      |
| 1930             | 436     |        | 85.5%  |
| 1940             | 534     |        | 22.5%  |
| 1950             | 1,686   |        | 215.7% |
| 1960             | 13,850  |        | 721.5% |
| 1970             | 19,512  |        | 40.9%  |
| 1980             | 50,211  |        | 157.3% |
| 1990             | 74,625  |        | 48.6%  |
| 2000             | 100,940 |        | 35.3%  |
| 2010             | 106,114 |        | 5.1%   |
| 2014年估计       | 112,090 | [ 11 ] | 5.6%   |
| 美国十年人口普查 |         |        |        |

按照2000年人口普查数据市内有居民100940人，分38343个户，26034个家庭。其人口密度为每平方千米1236.9人。其中84.19%是白人、1.23%是非裔美国人、0.74%是美洲原住人、5.48%是亚裔美国人、0.08%是太平洋原住人、5.52%是其他人种，2.76%是混血儿。西班牙裔或拉丁美洲裔的人占15.23%。
市内的38343个户里35.7%有18岁以下的未成年人、53.6%是结婚夫妇、9.6%是带孩子的单身妇女、32.1%不是家庭、23.7%是单身汉、4.5%有65岁以上的老人。平均每户2.62人，家庭的平均大小为3.15人。
城市的人口结构为26.9%的居民在18岁以下、9.6%在18至24岁间、36.0%在25至44岁间、21.0%在45至64岁间、6.5%在65岁以上。平均年龄为33岁。女子对男子的性别比是100：100.2。成年人的性别比是100：98.9。
每户的平均年收入为56323美元，家庭的平均年收入为63776美元，男子的平均年收入为41539美元，女子的平均年收入为31568美元。人均年收入为25482美元。3.1%的家庭和4.7%的居民生活在贫困线以下，其中包括5.1%的未成年人和6.3%的老年人。

## 交通
数条州级公路通过威斯敏斯特：25號州際公路、36号美国国道、287号美国国道、95号科罗拉多州州道、121号科罗拉多州州道和128号科罗拉多州州道。
丹佛地区运输区提供去往威斯敏斯特和都市地区其它地方的公车服务。通往威斯敏斯特的通勤铁路和巴士快速交通系统在计划中。
威斯敏斯特附近的两座机场为丹佛國際機場和洛基山大都会机场。

## 经济
西部燃料协会的总部在威斯敏斯特。

### 最大雇主
根据2012年威斯敏斯特的通俗年度财政报告市内的最大雇主为：
| #  | 雇主                 | # 雇员 |
| -- | -------------------- | ------ |
| 1  | 亚美亚               | 900    |
| 2  | 圣安东尼北部医院     | 800    |
| 3  | 波尔公司             | 533    |
| 4  | 黑色武士金融服务公司 | 500    |
| 5  | 麦克森公司           | 500    |
| 6  | 三州发电与输电协会   | 490    |
| 7  | 联合数据系统公司     | 479    |
| 8  | 天宝导航             | 362    |
| 9  | 凯撒健康计划医疗集团 | 340    |
| 10 | 美国嘉定人寿保险公司 | 325    |

## 教育
威斯敏斯特市内或者附近有九座小学和中学。2010年市内新开了一座威斯敏斯特中学来取代两座老中学。

## 空地
威斯敏斯特有许多徒步旅行的道路和空地。其中最长的徒步旅行道路长19千米。在斯坦得利湖边、在丘陵地带和对城市历史重要的地方有许多公园。许多公园里有休闲设施。威斯敏斯特也有一些高尔夫球场。

## 购物
威斯敏斯特购物中心曾经是城市最大的购物中心，2012年被拆除。
威斯敏斯特还有一个兰花市中心和一个位于25号州际公路上的室外购物中心。

## 名人
- 唐·邦克，美国政治家
- 奥马尔·埃斯皮诺萨，音乐家和作曲家
- 瑪麗亞·貝爾，美國花樣滑冰運動員[18][19]